# Beatriz de Castro

Escudo de armas de la Casa de Castro.

Beatriz de Castro. Dama castellana de la Casa de Castro, era hija de Alvar Pérez de Castro, conde de Arraiolos y Condestable de Portugal, y de María Ponce de León y taranieta de Sancho IV de Castilla..

## Orígenes familiares
Hija de Alvar Pérez de Castro, conde de Arraiolos y Condestable de Portugal, y de María Ponce de León, era nieta por parte paterna de Pedro Fernández de Castro "el de la Guerra", señor de Lemos y nieto de Sancho IV el Bravo, rey de Castilla y León, y de la noble portuguesa Aldonza Lorenzo de Valladares. Por parte materna eran sus abuelos Pedro Ponce de León "el Viejo" , señor de Marchena y Bailén, y tataranieto del rey Alfonso IX de León, y su esposa Beatriz de Jérica, bisnieta de Jaime I el Conquistador, rey de Aragón.
Fue hermana de Isabel de Castro y Ponce de León, quien contrajo matrimonio con Pedro Enríquez de Castilla, conde de Trastámara y Condestable de Castilla e hijo del infante Fadrique Alfonso de Castilla y nieto de Alfonso XI de Castilla.

## Matrimonio
Contrajo matrimonio con Pedro de Lara, conde de Mayorga y señor de Castroverde, hijo ilegítimo de Juan Núñez de Lara, señor de Lara y Vizcaya y de Mayor de Leguizamón, hija de Juan, señor de Leguizamón y de Elvira de Zamudio.